# Летица, Свето
Свето «Барба» Летица (хорв. Sveto «Barba» Letica; 4 апреля 1926, Подгора — 6 декабря 2001, Сплит) — югославский и хорватский военачальник, адмирал ВМС Югославии и адмирал флота ВМС Хорватии. Первый адмирал ВМС Республики Хорватии после становления её независимости.

## Биография
Родился 4 апреля 1926 года в Подгоре. В 1942 году там же вступил в новообразованные Военно-морские силы югославских партизан, участвовал в боевых действиях в Адриатике. Окончил Военно-морскую академию СФРЮ, в течение 20 лет нёс службу на различных кораблях ВМС СФРЮ. Был как командиром флота, так и командиром военно-морской оперативной зоны. До своей отставки в 1986 году служил в Генеральном штабе Югославской народной армии, дослужившись до звания адмирала.
В 1991 году стараниями Летицы были сформированы Военно-морские силы Хорватии. 12 сентября 1991 президент Хорватии Франьо Туджман назначил его главнокомандующим ВМС Хорватии. Боевое крещение Летица принял в ранге адмирала в ноябре 1991 года в боях за Далматинские проливы: береговая батарея, которой он командовал, с неожиданной лёгкостью разгромила югославский флот и позволила снять блокаду с берегов Хорватии. За это Летица был повышен до звания адмирала ВМС Хорватии. 1 июня 1996 Летица демобилизовался в звании адмирала флота, полученном 12 марта того же года.
Скончался 6 ноября 2001 в Сплите, где и был похоронен на кладбище Ловринац.

## Звания
- Главнокомандующий ВМС Хорватии (12 сентября 1991 — 1 июня 1996)

### Воинские звания
- Адмирал (сентябрь 1991)
- Адмирал флота (март 1996)

### Награды
- Орден князя Трпимира
- Орден Князя Домагоя[1]
- Орден Бана Елачича[1]
- Орден Хорватского трилистника[1]
- Орден Хорватского плетения[1]
- Медаль «В память об Отечественной войне»[1]
- Медаль Благодарности Родины[1]